# József Bajza
József Bajza (Szűcsi, 31 gennaio 1804 – Pest, 3 marzo 1858) è stato un poeta e critico letterario ungherese.

## Biografia
Si distinse per il suo impegno nel movimento letterario, di cui fu uno dei massimi esponenti, nel periodo storico delle riforme nazionali.
Iniziò i suoi studi a Gyöngyös nel ginnasio dell'Ordine francescano, per completarli a Pest (1817-1818), presso il ginnasio degli Scolopi.
Successivamente si iscrisse alla facoltà di giurisprudenza, che frequentò dal 1818 al 1822, laureandosi a Bratislava nel 1824; ma dal 1829 si occupò quasi esclusivamente di letteratura. In quegli stessi anni a Budapest studiò filosofia e a Presburgo, l'odierna Bratislava, lingua e letteratura tedesca.
Le sue prime liriche apparvero su almanacchi locali e grazie a questa piccola notorietà strinse amicizia con il drammaturgo Károly Kisfaludy, che gli consentì di subentrare al suo posto alla guida della rivista letteraria Auróra, ruolo che mantenne dal 1831 al 1837. Negli stessi anni diresse anche la rivista Kritikai Lapok e nella quale collaborò e Figyelmező; inoltre fondò la rivista Athenaeum (1837-1843), organo dell'opposizione liberale autonomista contraria all'egemonia della corte austriaca.
Nel 1830 si impegnò nella traduzione di vari drammi stranieri, tra i quali opere di Goethe, Uhland, Herder; due anni dopo entrò nell'Accademia ungherese delle scienze e nel 1835 pubblicò una collezione di suoi poemi. Due anni dopo assunse la direzione del nuovo Teatro nazionale ungherese.
Durante l'anno 1847 Bajza fece stampare il giornale di opposizione, Ellenőr, a Lipsia e l'anno successivo, durante la Rivoluzione ungherese del 1848, diresse il quotidiano  Kossuth Hírlapja, ma dopo la sconfitta dei moti di indipendenza, dovette nascondersi per evitare di essere arrestato.
A partire dal 1852 la sua vita fu travagliata.
Morì a Budapest il 3 marzo 1858.
Le sue opere furono pubblicate in sei volumi, dopo la sua morte, dall'amico e letterato Francesco Toldy.
Come poeta, inizialmente fu influenzato dal movimento romantico, ma in un secondo tempo impreziosì i suoi versi con contenuti politici e patriottici.
La sua attività più significativa però fu quella di critico letterario, di polemista, che concretizzò con studi e scritti sul romanzo, sull'epigramma e sulla drammaturgia.
Importanti furono anche gli studi storici, tra i quali si ricordano La Libreria Storica (Történeti Könyvtár), 6 vol., (1843-1845)  e la Storia Universale (Világtörténet) (1847).

## Opere principali
- Az epigramma teoriája, 1828
- A románköltésről, 1833
- Dramaturgiai és logikai leckék magyar színházbírálók számára, 1836
- Szózat a Pesti Magyar Színház ügyében, 1839
- Összegyűjtött munkái (I–VI), 1861–1863